# Жабар
Жабар је насеље у Србији у општини Шабац у Мачванском округу. Према попису из 2022. било је 444 становника.

## Галерија
- Спомен плоча НОБ-а
- Споменик ратницима 1914-1918.
- Сеоска школа
- Споменик у центру села

## Демографија
У насељу Жабар живи 560 пунолетних становника, а просечна старост становништва износи 42,0 година (40,0 код мушкараца и 44,1 код жена). У насељу има 204 домаћинства, а просечан број чланова по домаћинству је 3,35.
Ово насеље је великим делом насељено Србима (према попису из 2002. године), а у последња три пописа, примећен је пад у броју становника.
|  |

| Демографија | Демографија | Демографија |
| Година      | Становника  | Становника  |
| ----------- | ----------- | ----------- |
| 1948.       | 812         |             |
| 1953.       | 852         |             |
| 1961.       | 840         |             |
| 1971.       | 769         |             |
| 1981.       | 759         |             |
| 1991.       | 756         | 718         |
| 2002.       | 683         | 715         |

| Етнички састав према попису из 2002.‍ | Етнички састав према попису из 2002.‍ | Етнички састав према попису из 2002.‍ | Етнички састав према попису из 2002.‍ | Етнички састав према попису из 2002.‍ |
| ------------------------------------ | ------------------------------------ | ------------------------------------ | ------------------------------------ | ------------------------------------ |
|                                      |                                      |                                      |                                      |                                      |
| Срби                                 | Срби                                 |                                      | 647                                  | 94,72%                               |
| Роми                                 | Роми                                 |                                      | 26                                   | 3,80%                                |
| Црногорци                            | Црногорци                            |                                      | 1                                    | 0,14%                                |
| Македонци                            | Македонци                            |                                      | 1                                    | 0,14%                                |
| непознато                            | непознато                            |                                      | 4                                    | 0,58%                                |

| Година пописа     | 1948. | 1953. | 1961. | 1971. | 1981. | 1991. | 2002. |
| ----------------- | ----- | ----- | ----- | ----- | ----- | ----- | ----- |
| Број домаћинстава | 159   | 168   | 175   | 174   | 192   | 192   | 204   |

| Број чланова      | 1  | 2  | 3  | 4  | 5  | 6  | 7 | 8 | 9 | 10 и више | Просек |
| ----------------- | -- | -- | -- | -- | -- | -- | - | - | - | --------- | ------ |
| Број домаћинстава | 29 | 62 | 29 | 28 | 28 | 18 | 3 | 4 | 2 | 1         | 3,35   |

| Пол    | Укупно | Неожењен/Неудата | Ожењен/Удата | Удовац/Удовица | Разведен/Разведена | Непознато |
| ------ | ------ | ---------------- | ------------ | -------------- | ------------------ | --------- |
| Мушки  | 284    | 79               | 185          | 10             | 9                  | 1         |
| Женски | 305    | 46               | 184          | 67             | 8                  | 0         |
| УКУПНО | 589    | 125              | 369          | 77             | 17                 | 1         |

| Пол    | Укупно                    | Пољопривреда, лов и шумарство | Рибарство                            | Вађење руде и камена | Прерађивачка индустрија       |
| ------ | ------------------------- | ----------------------------- | ------------------------------------ | -------------------- | ----------------------------- |
| Мушки  | 185                       | 115                           | 0                                    | 1                    | 35                            |
| Женски | 104                       | 69                            | 0                                    | 0                    | 15                            |
| УКУПНО | 289                       | 184                           | 0                                    | 1                    | 50                            |
| Пол    | Производња и снабдевање   | Грађевинарство                | Трговина                             | Хотели и ресторани   | Саобраћај, складиштење и везе |
| Мушки  | 3                         | 8                             | 1                                    | 1                    | 7                             |
| Женски | 0                         | 0                             | 6                                    | 0                    | 3                             |
| УКУПНО | 3                         | 8                             | 7                                    | 1                    | 10                            |
| Пол    | Финансијско посредовање   | Некретнине                    | Државна управа и одбрана             | Образовање           | Здравствени и социјални рад   |
| Мушки  | 0                         | 0                             | 3                                    | 3                    | 0                             |
| Женски | 1                         | 0                             | 2                                    | 3                    | 2                             |
| УКУПНО | 1                         | 0                             | 5                                    | 6                    | 2                             |
| Пол    | Остале услужне активности | Приватна домаћинства          | Екстериторијалне организације и тела | Непознато            | Непознато                     |
| Мушки  | 0                         | 0                             | 0                                    | 8                    | 8                             |
| Женски | 0                         | 0                             | 0                                    | 3                    | 3                             |
| УКУПНО | 0                         | 0                             | 0                                    | 11                   | 11                            |